# Cyphocerastis hopei
Cyphocerastis hopei är en insektsart som beskrevs av Bruner, L. 1920. Cyphocerastis hopei ingår i släktet Cyphocerastis och familjen gräshoppor. Inga underarter finns listade i Catalogue of Life.